# Морски дяволи (семейство)
Морските дяволи (Lophiidae), наричани също Риби въдичари, са семейство морски дънни риби. Срещат се в умерените и тропичните води на Атлантическия океан, край бреговете на Европа (включително в Черно море) и Африка, Червено море и Тихия океан.
Морските дяволи живеят на дълбочина от 50 до 200 m. Дължината на тялото им е 1,5 – 2 m, теглото им е около 20 кг. Дяволите имат сплескана глава. Тези хищници обикновено лежат полузаровени на дъното. С помощта на първия лъч на първата гръбна перка, който завършва с кожен израстък, примамват жертвите си на дъното.

## Видове
Семейството се състои от 4 рода с 25 вида:
- Род Lophiodes Goode et Bean, 1896
  - Lophiodes abdituspinus Ni, Wu & Li, 1990.
  - Lophiodes beroe Caruso, 1981.
  - Lophiodes bruchius Caruso, 1981.
  - Lophiodes caulinaris (Garman, 1899).
  - Lophiodes fimbriatus Saruwatari & Mochizuki, 1985.
  - Lophiodes gracilimanus (Alcock, 1899).
  - Lophiodes infrabrunneus Smith & Radcliffe, 1912.
  - Lophiodes insidiator (Regan, 1921).
  - Lophiodes kempi (Norman, 1935).
  - Lophiodes miacanthus (Gilbert, 1905).
  - Lophiodes monodi (Le Danois, 1971).
  - Lophiodes mutilus (Alcock, 1894).
  - Lophiodes naresi (Günther, 1880).
  - Lophiodes reticulatus Caruso & Suttkus, 1979.
  - Lophiodes spilurus (Garman, 1899).
- Род Lophiomus Gill, 1883
  - Lophiomus setigerus (Vahl, 1797).
- Род Lophius Linnaeus, 1758
  - Lophius americanus Valenciennes, 1837.
  - Lophius budegassa Spinola, 1807.
  - Lophius gastrophysus Miranda-Ribeiro, 1915.
  - Lophius litulon (Jordan, 1902).
  - Lophius piscatorius Linnaeus, 1758 – морски дявол.
  - Lophius vaillanti Regan, 1903.
  - Lophius vomerinus Valenciennes, 1837.
- Род Sladenia Regan, 1908
  - Sladenia gardineri Regan, 1908.
  - Sladenia remiger Smith & Radcliffe, 1912 Celebes monkfish.
  - Sladenia shaefersi Caruso & Bullis, 1976.